# 洪武血洗湖南
洪武血洗湖南，即朱元璋血洗湖南，傳說明朝洪武年間，明太祖朱元璋和陈友谅大军在湖南地区交战造成湖南人大量死亡事件，从湘潭至茶陵五百里纵深地带两军交战，百姓所剩无几。此事不見錄於正史，但此事记载于湖南一些地区的晚清地方志與一些「江西填湖廣」（由江西被強徵，移民到湖南、湖北）家族的族谱。
清修《明史》等正史并无记载「朱元璋血洗湖南」一事，有學者指出此事為歷史懸案。朱元璋在浏阳屠城的说法在浏阳外地流传甚广，在本地却很少听说。

## 方志與族譜記載
- 《同治常宁志》记载：“明时卫在衡州，而所在常宁，其兵悉屯田于常宁者，盖湖南大遭屠戮后，调江西户口安插，时各处安插已遍，唯常宁、贵阳于廿八年遭奉虎满之乱，又屠将半，故有隙地以为屯，且为捍御瑶人之所，此衡郡诸邑皆无而常宁独有之者也。”
- 《厚雅田王氏谱》记：“湖以南，丁洪武杀运，扫境空虚矣！我肇祖随蚁赴之众，数标杆为记。划一亩之丘，挫棘楚，芟蒿蓼，禳除厉魔，挺貔豹，奠定其家室，以繁育其子孙。”
- 《吕氏宗谱》记：“洪武血洗，惠公由安仁奉调镇常。”
- 《依湖邓氏族谱》记：“吾祖世籍豫章，丁封易代，迁来血洗，係千钧一髮，绵一脉于千秋”。
- 周德偉《周德偉散文存稿·先君事略》记：「通叟公標得石硯鄉田地數十頃，構屋居之，率子躬耕，並敎學縣，亦遭屠殺，至今鄉人言朱元璋血洗湖南，猶震懾。通叟公抵善化時，已鮮人煙，自外通叟公者，佚其名，攜二幼子逃亡，越二年達湖南善化之南鄉。」

## 考證
有學者認為「朱洪武血洗湖南，扯来江西填湖南」是一個傳說，他指出明代並沒有湖南這一名稱，直至清康熙三年（1664）湖南才独立建省，所以从地名来看朱元璋不可能下令在湖南進行屠殺。在1356至1367年間，朱元璋消灭陈友谅与张士诚这两大势力的过程中，朱元璋与陈友谅的战争主要有安庆、江州（今九江）、洪州（今南昌）以及武昌之战。战场主要發生在今安徽、江西及湖北一带，相對來說，在今湖南地区的作战规模则小得多，朱元璋本人更未率军进入今湖南境内。若按照朱元璋「血洗湖南」来报复湖南人这一個逻辑，朱元璋更应「血洗江西」，或者「血洗湖北」。他亦認為這一传说其實是朱元璋「血洗胡、蓝」事件的以訛傳訛，“胡”、“湖”是同音、而湖南話中“蓝”、“南”不分（声母L、N不分），“扯来江西填湖南”的准确说法是“江西填湖广”（包括今湖南、湖北）。